# Zeche Bonscheidt
Die Zeche Bonscheidt in Essen-Heisingen ist ein ehemaliges Steinkohlenbergwerk. Das Bergwerk war auch unter dem Namen Zeche Bonscheid bekannt. In dem Grubenfeld der Zeche Bonscheidt wurde bereits lange vor der Erteilung der Konzession über 70 Jahre lang Steinkohle gewonnen.

## Geschichte
Etwa um das Jahr 1700 wurde in dem Grubenfeld bereits unter dem Namen Fahrenkötter Kohlbergwerk Steinkohle gewonnen. Im Jahr 1779 wurde eine Konzession durch den Abt von Werden erteilt. Im Jahr 1798 wurde im Gesenkbau abgebaut. Am 30. Januar des Jahres 1800 bestätigt der Reichsabt Beda zu Werden die Konzession erneut. Grund hierfür waren Zweifel über die bereits vorher erteilte Konzession, da im Berggegenbuch als Konzessionsjahr das Jahr 1799 eingetragen worden war. Im Jahr 1802 waren noch zwei Stollen in Betrieb. Am 6. Oktober desselben Jahres wurde die Berechtsame erstmals beim Bergamt angemeldet. Als Betriebsführer wurde Ludger Schulte genannt. Nach dem Jahr 1803 wurde das Bergwerk vorerst nicht mehr in den Unterlagen erwähnt.
Am 14. März des Jahres 1804 wurde die Berechtsame zum zweiten Mal beim Bergamt gemeldet. Am 27. Oktober des Jahres 1826 erfolgte eine erneute Inaugenscheinnahme der Berechtsame. Im Jahr 1827 wurde ein alter Stollen aufgewältigt, danach wurde wieder mit dem Abbau begonnen. Im Jahr 1830 wurden von 25 Bergleuten insgesamt 47.050 Scheffel Steinkohle gefördert. Am 20. November des Jahres 1834 wurde das Bergwerk stillgelegt. Im Jahr 1839 war das Bergwerk wieder in Betrieb. Am 12. August des Jahres 1848 erfolgte eine erneute Belehnung. Am 21. Dezember des Jahres 1868 wurde die Zeche Bonscheidt mit der Zeche Nottekampsbank zur Zeche Vereinigte Nottekampsbank vereinigt.